# Prix Silver Slugger (receveur)
Pour les articles homonymes, voir Prix Silver Slugger.
Le Prix Silver Slugger ou Bâton d'argent (en anglais : Silver Slugger Award) est un prix remis annuellement aux joueurs des Ligues majeures de baseball pour leurs performances en offensive. Neuf joueurs de la Ligue américaine et neuf joueurs de la Ligue nationale reçoivent cet honneur, attribué au meilleur joueur à chaque position sur le terrain. Le prix est distribué par Louisville Slugger, une entreprise qui fabrique les battes de baseball.

## Ligue américaine
| Année | Joueur                         | Équipe                                 |
| ----- | ------------------------------ | -------------------------------------- |
| 1980  | Lance Parrish                  | Tigers de Detroit                      |
| 1981  | Carlton Fisk                   | White Sox de Chicago                   |
| 1982  | Lance Parrish                  | Tigers de Detroit                      |
| 1983  | Lance Parrish                  | Tigers de Detroit                      |
| 1984  | Lance Parrish                  | Tigers de Detroit                      |
| 1985  | Carlton Fisk                   | White Sox de Chicago                   |
| 1986  | Lance Parrish                  | Tigers de Detroit                      |
| 1987  | Matt Nokes                     | Tigers de Detroit                      |
| 1988  | Carlton Fisk                   | White Sox de Chicago                   |
| 1989  | Mickey Tettleton               | Orioles de Baltimore                   |
| 1990  | Lance Parrish                  | Angels de la Californie                |
| 1991  | Mickey Tettleton               | Tigers de Detroit                      |
| 1992  | Mickey Tettleton               | Tigers de Detroit                      |
| 1993  | Mike Stanley                   | Yankees de New York                    |
| 1994  | Iván Rodríguez                 | Rangers du Texas                       |
| 1995  | Iván Rodríguez                 | Rangers du Texas                       |
| 1996  | Iván Rodríguez                 | Rangers du Texas                       |
| 1997  | Iván Rodríguez                 | Rangers du Texas                       |
| 1998  | Iván Rodríguez                 | Rangers du Texas                       |
| 1999  | Iván Rodríguez                 | Rangers du Texas                       |
| 2000  | Jorge Posada                   | Yankees de New York                    |
| 2001  | Jorge Posada                   | Yankees de New York                    |
| 2002  | Jorge Posada                   | Yankees de New York                    |
| 2003  | Jorge Posada                   | Yankees de New York                    |
| 2004  | Iván Rodríguez Víctor Martínez | Tigers de Detroit Indians de Cleveland |
| 2005  | Jason Varitek                  | Red Sox de Boston                      |
| 2006  | Joe Mauer                      | Twins du Minnesota                     |
| 2007  | Jorge Posada                   | Yankees de New York                    |
| 2008  | Joe Mauer                      | Twins du Minnesota                     |
| 2009  | Joe Mauer                      | Twins du Minnesota                     |
| 2010  | Joe Mauer                      | Twins du Minnesota                     |
| 2011  | Alex Avila                     | Tigers de Detroit                      |
| 2012  | A. J. Pierzynski               | White Sox de Chicago                   |
| 2013  | Joe Mauer                      | Twins du Minnesota                     |
| 2014  | Yan Gomes                      | Indians de Cleveland                   |
| 2015  | Brian McCann                   | Yankees de New York                    |
| 2016  | Salvador Pérez                 | Royals de Kansas City                  |
| 2017  | Gary Sánchez                   | Yankees de New York                    |
| 2018  | Salvador Pérez                 | Royals de Kansas City                  |
| 2019  | Mitch Garver                   | Twins du Minnesota                     |
| 2020  | Salvador Pérez                 | Royals de Kansas City                  |
| 2021  | Salvador Pérez                 | Royals de Kansas City                  |
| 2022  | Alejandro Kirk                 | Blue Jays de Toronto                   |
| 2023  | Adley Rutschman                | Orioles de Baltimore                   |

## Ligue nationale
| Année | Joueur            | Équipe                   |
| ----- | ----------------- | ------------------------ |
| 1980  | Ted Simmons       | Cardinals de Saint-Louis |
| 1981  | Gary Carter       | Expos de Montréal        |
| 1982  | Gary Carter       | Expos de Montréal        |
| 1983  | Terry Kennedy     | Padres de San Diego      |
| 1984  | Gary Carter       | Expos de Montréal        |
| 1985  | Gary Carter       | Mets de New York         |
| 1986  | Gary Carter       | Mets de New York         |
| 1987  | Benito Santiago   | Padres de San Diego      |
| 1988  | Benito Santiago   | Padres de San Diego      |
| 1989  | Craig Biggio      | Astros de Houston        |
| 1990  | Benito Santiago   | Padres de San Diego      |
| 1991  | Benito Santiago   | Padres de San Diego      |
| 1992  | Darren Daulton    | Phillies de Philadelphie |
| 1993  | Mike Piazza       | Dodgers de Los Angeles   |
| 1994  | Mike Piazza       | Dodgers de Los Angeles   |
| 1995  | Mike Piazza       | Dodgers de Los Angeles   |
| 1996  | Mike Piazza       | Dodgers de Los Angeles   |
| 1997  | Mike Piazza       | Dodgers de Los Angeles   |
| 1998  | Mike Piazza       | Dodgers de Los Angeles   |
| 1999  | Mike Piazza       | Mets de New York         |
| 2000  | Mike Piazza       | Mets de New York         |
| 2001  | Mike Piazza       | Mets de New York         |
| 2002  | Mike Piazza       | Mets de New York         |
| 2003  | Javy López        | Braves d'Atlanta         |
| 2004  | Johnny Estrada    | Braves d'Atlanta         |
| 2005  | Michael Barrett   | Cubs de Chicago          |
| 2006  | Brian McCann      | Braves d'Atlanta         |
| 2007  | Russell Martin    | Dodgers de Los Angeles   |
| 2008  | Brian McCann      | Braves d'Atlanta         |
| 2009  | Brian McCann      | Braves d'Atlanta         |
| 2010  | Brian McCann      | Braves d'Atlanta         |
| 2011  | Brian McCann      | Braves d'Atlanta         |
| 2012  | Buster Posey      | Giants de San Francisco  |
| 2013  | Yadier Molina     | Cardinals de Saint-Louis |
| 2014  | Buster Posey      | Giants de San Francisco  |
| 2015  | Buster Posey      | Giants de San Francisco  |
| 2016  | Wilson Ramos      | Nationals de Washington  |
| 2017  | Buster Posey      | Giants de San Francisco  |
| 2018  | J. T. Realmuto    | Marlins de Miami         |
| 2019  | J. T. Realmuto    | Phillies de Philadelphie |
| 2020  | Travis d'Arnaud   | Braves d'Atlanta         |
| 2021  | Buster Posey      | Giants de San Francisco  |
| 2022  | J. T. Realmuto    | Phillies de Philadelphie |
| 2023  | William Contreras | Brewers de Milwaukee     |